# شوروک
شوروک (به لاتین: Şürük) یک منطقه مسکونی در جمهوری آذربایجان است که در شهرستان لنکران واقع شده‌است. شوروک ۱۳۰۲ نفر جمعیت دارد.

## کشاورزی
در حومه شوروک مزارع مرکبات فراوانی وجود دارد.

## دین
در مسجد جامع شوروک یک هیئت مذهبی وجود دارد.